# Ganócs
Ganócs (németül: Gamischdorf, horvátul: Orišje/Gamištrof) Pusztaszentmihály településrésze, egykor önálló község Ausztriában, Burgenlandban, a Németújvári járásban.

## Fekvése
Németújvártól 10 km-re északnyugatra a Strém jobb partján fekszik.

## Története
A települést 1427-ben még "Kemeenfalwa" alakban említik először.
1428 és 1599 között "Kemenfalva, Kemenfalwa, Kemynfalva" néven szerepel a korabeli forrásokban. A németújvári uradalomhoz tartozott, mely 1524-től a Batthyány család birtoka volt. 1532-ben valószínűleg elpusztította a török, mely után németekkel telepítették be. Mai német neve csak 1608-ban bukkan fel először "Gamersdorf" alakban. A 17. században általában "Gamersdorf, Gamischdorf" néven szerepel, mai magyar neve csak az 1850-es évek óta volt használatos. Első kápolnáját 1730-ban Radosits Ádám építtette. A Radosits család itteni birtokát 1742-ben 6600 forintért gróf Batthyány Lajos vásárolta meg. 1812-ben 117, 1832-ben 265 lakosa volt. Első iskoláját valószínűleg 1833-ban építették, első tanítója Anton Marx ekkortól ismeretes. 1876-ban egy tűzvészben az egész falu leégett.
Vályi András szerint " GAMISDORF. Német falu Vas Vármegyében, földes Ura Gróf Batthyáni Uraság, lakosai katolikusok, fekszik Oritsének szomszédságában, ’s ennek filiája, Német Újvárhoz fél mértföldnyire, határja középszerű, tulajdonságai hasonlók Berke faluéhoz, második Osztálybéli."
Fényes Elek szerint " Gamisdorf, horvát falu, Vas vmegyében, 286 kath. lak. F. u. h. Batthyáni. Ut. p. R. St. Mihály."
Vas vármegye monográfiája szerint " Ganocs, a Strém patak mellett fekvő község 50 házzal és 337 r. kath. vallású németajkú lakossal. Postája Puszta-Szt-Mihály, távírója Németujvár."
1910-ben 316, túlnyomórészt német lakosa volt. 1921-ig Vas vármegye Németújvári járásához tartozott. A trianoni békeszerződés Ausztriához csatolta. 2001-ben 168 lakosa volt.

## Nevezetességei
Szent Vid tiszteletére szentelt római katolikus temploma 1846-ban épült, 1865-ben renoválták.